# Cambra
Cambra ist eine portugiesische Gemeinde (Freguesia) im Concelho Vouzela. Sie liegt am nordöstlichen Rand der Serra do Caramulo.
Im Ort befindet sich ein mittelalterlicher Wehrturm. Die Pfarrkirche des Ortes stammt aus dem 18. Jahrhundert.

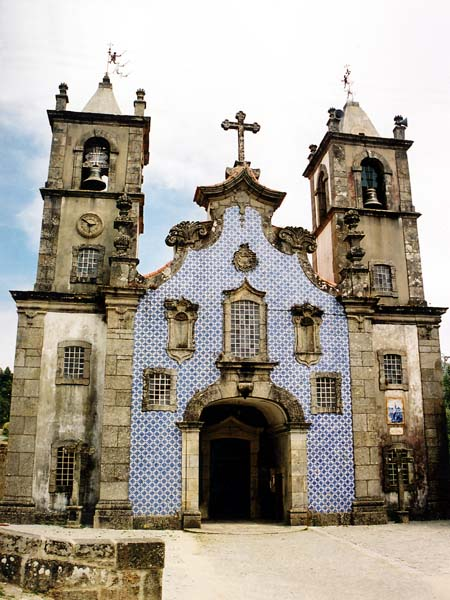
Pfarrkirche São Julião